# Le Licite et l'Illicite en islam
 (juin 2020).
Le Licite et l'Illicite en islam (arabe : الحلال والحرام في الإسلام, al-halal wa al-haram fil-islam) est un ouvrage islamique de référence écrit en 1960 par Youssef al-Qaradâwî (sunnite) et annoté par Allamah Shaikh Hasan Muhammad Taqi al-Jawahiri (chiite).
L'auteur fait un tour d'horizon détaillé de la jurisprudence islamique actuelle au sujet du licite (halal) et de l'illicite (haram) et s'attache à donner les points de vue des deux principaux courants de l'islam.

## Présentation

### Motivations
L'ouvrage a été écrit aux alentours de 1960 à la demande de l'Institut général de la culture islamique de l'université al-Azhar. Les motivations étaient de fournir des « livres compréhensibles » présentant l'islam et ses enseignements aux musulmans vivant aux États-Unis et en Europe, notamment en le comparant aux autres religions. Le but était également d'attirer des non-musulmans à l'islam.
L'auteur annonce placer son travail à un niveau intermédiaire entre les deux visions du licite et de l'illicite à l'époque dans le monde islamique : celle de ceux qui « vénèrent » l'occident, et pour qui tout est permis, et ceux qui sont « gelés dans leurs opinions », pour qui tout est interdit, qui refusent de comparer leur point de vue à celui d'autrui et qui « oublient (...) que l'usage du mot haram [ne doit s'appliquer] qu'à ce qui est explicitement interdit ». L'auteur est toutefois qualifié d'« ultrafondamentaliste » par L'Express, et a été déclaré persona non grata sur le territoire français en mars 2012.
L'auteur espère que le livre « comblera [un] vide de la bibliothèque du musulman contemporain [et] qu'il résoudra de nombreux problèmes qu'il rencontre dans sa vie personnelle, familiale et sociale ».

### Sommaire
Dans le premier chapitre, Qaradwi présente les principes islamiques qui concernent le licite (halal) et l'illicite (haram) en une dizaine de sections d'une cinquantaine de lignes chacune. Il s'y réfère régulièrement à des sourates et compare les préceptes de l'islam à ceux des autres religions (brahmanisme, christianisme et judaïsme).
Dans les 3 chapitres suivants, Qaradwi aborde respectivement les sujets de la « vie privée du musulman », du « mariage et de la vie familiale » et enfin de la « vie de tous les jours ».
En conclusion, (...).
La dernière phrase de l'ouvrage est une louage à Allah :

« Toute l'éloge est pour Allah Subhanahu wa Ta'ala, Qui nous a guidés à ceci. Ne nous aurait-Il pas donné la direction que nous n'aurions pas trouvé la voie. »

## Non-musulmans résidant dans un pays islamique
Les non-musulmans vivant dans un État islamique, n'ont pas les mêmes droits que les musulmans.

## Critiques de l'œuvre

### Avis du relecteur: Sheikh Ahmad Zaki Hammad
Le cheikh Ahmad Zaki Hammad considère que Youssef al-Qaradawi a réussi « à rassembler et à résumer » les points essentiels des « références islamiques anciennes et contemporaines » dont a besoin le musulman pour faire face aux évolutions du monde moderne.
Il souligne toutefois que l'ouvrage ne peut pas répondre à tous les questionnements du musulman qui vit dans le monde occidental. Il invite d'autres savants, qui connaissent la culture occidentale, à compléter le travail d'al-Qaradawi et à montrer la « capacité de l'islam, en tant que message final d'Allah à l'humanité, de rencontrer les nécessités de changements de la société humaine ».

### Extraits polémiques
Certains extraits de l'ouvrage sont particulièrement polémiques, notamment en Occident, en raison de leur incompatibilité avec les droits humains.
À tel point qu'il fut même interdit sur tout le territoire français par arrêté ministériel du 24 avril 1995, puis à nouveau autorisé par arrêté du 9 mai 1995.
Dans Questions à la Une, de la RTBF, l'ouvrage est qualifié de « mode d'emploi du parfait islamiste »[source insuffisante].

#### Homosexualité
En ce qui concerne le thème de l'homosexualité, l'auteur se pose cette question : « Est-ce qu'on tue l'actif et le passif, par quels moyens les tuer, est-ce avec un sabre ou le feu ou on les jetant du haut d'un mur, cette sévérité qui semblerait inhumaine n'est qu'un moyen de débarrasser la société islamique de ces êtres nocifs qui conduisent à la perte de l'humanité »,.

### Traitement de conflit dans le cercle familial
Dans un passage sur le droit du divorce l'auteur explique comment de son point de vue l'homme doit réagir lorsque son épouse se rebelle contre son autorité au sein du cercle familial :
« après avoir tenté de rectifier de son mieux l'attitude de son épouse à l'aide de mots choisis, en usant de persuasion subtile et en raisonnant. En cas d'échec, il devra faire couche séparée, tachant ainsi d'éveiller son agréable nature féminine de façon que la sérénité soit restaurée [...]. Si cette approche échoue, il lui est permis de la battre légèrement, avec ses mains, en prenant soin d'éviter le visage ou d'autres parties sensibles. En aucun cas il ne pourra user d'une canne (stick) ou d'aucun autre instrument pouvant causer de la douleur ou la blesser. En fait, cette "correction" (souligné dans le texte original) doit se conformer à celle dont a usé Mahomet, le prophète de l'islam, lorsqu'un jour, en colère contre un serviteur, il lui dit : "si ce n'était de crainte du Jour de la Résurrection (jugement dernier), je t'aurais battu avec ce miswak (écorce tendre d'arbuste servant à se nettoyer les dents) (rapporté par Ibn Sa'd dans son Tabaqat) »

## Éditions
- Youssef al-Qaradâwî, Le Licite et l'Illicite en Islam, al-Qalam, 2004 (ISBN 2904691820).
- (en) Youssef al-Qaradâwî, « The Lawful and the Prohibited in Islam », sur witness-pioneer.org : version en anglais et en ligne de l'ouvrage ci-dessus